# 江西省
江西省（こうせいしょう、中国語: 江西省、拼音: Jiāngxī Shěng、英語: Jiangxi）は、中華人民共和国中部、長江南岸に位置する内陸部の省。省都は南昌市。略称は贛（がん）。

## 地理
中国中部（華中）の内陸部に位置し、北は湖北省、安徽省、東は浙江省、福建省、南は広東省、西は湖南省と接する。省北部は長江南岸となり、巨大な鄱陽湖が広がる。南部は山がちの地形で、南嶺山脈が広東省との間を走り、湖南省との間の羅霄山脈には中国共産党史上有名な井崗山もある。最大の川は、省内を南北に貫く贛江で、その他撫河・信江・鄱江（饒河）・修水など長江の支流が流れる。

## 歴史
省域は春秋戦国時代には主に楚国の領域であり、漢代には揚州に属した。西晋の時代は揚州から江州に分割された。五代十国時代に南唐が洪州南昌府に都し、これが南昌の起源となった。元代に現代の省域に近い江西行省が成立し、明清時代もこれに準じた。明代に景徳鎮で陶磁器の生産が盛んになり海外にまで輸出された。民国時期に江西南部山間地帯は毛沢東の井岡山革命根拠地となり、また中華ソビエト共和国の臨時政府が瑞金に置かれた。中国国民党の攻勢により中国共産党は瑞金を放棄して延安を目指す大長征を開始した。

## 文化
省都の南昌市を中心に吉安市、井岡山市、鷹潭市などの地区では、中国語の大方言の一つである贛語が話されている。北部の九江市周辺と南部の贛州市の東郊外では官話方言が、東部の上饒市周辺では呉語が、北東部の婺源県周辺では徽語（徽語を呉語に含める説もある）が、西部の銅鼓県周辺と贛州市などの南部では客家が主な住民であり、客家語が話されている。
江西省の料理は、北から順に鄱陽湖料理、南昌料理、贛南料理（客家料理）の三流派に分かれるとされるが、江西料理と総称される。米食文化地域に属し、総じて醤油ベースで唐辛子を使う料理も多いが、周辺地域を中心に、安徽料理、浙江料理、湖南料理、客家料理などの影響がみられる。

## 行政区画
下部に11地級市を管轄する。詳細は下部データボックスを参照。
| No.              | 名称     | 中国語表記 | 拼音           | 面積 (Km2) | 人口 (2020年) | 政府所在地 |
| ---------------- | -------- | ---------- | -------------- | ---------- | ------------- | ---------- |
| #                | 江西省   | 江西省     | Jiāngxī Shěng  | 166900.00  | 45,188,635    | 南昌市     |
| 江西省の行政区画 |          |            |                |            |               |            |
|                  |          |            |                |            |               |            |
| — 地級市 —       |          |            |                |            |               |            |
| 1                | 南昌市   | 南昌市     | Nánchāng Shì   | 7432.18    | 6,255,007     | 紅谷灘区   |
| 2                | 撫州市   | 抚州市     | Fǔzhōu Shì     | 18811.12   | 3,614,866     | 臨川区     |
| 3                | 贛州市   | 赣州市     | Gànzhōu Shì    | 39317.14   | 8,970,014     | 章貢区     |
| 4                | 吉安市   | 吉安市     | Jí'ān Shì      | 25283.80   | 4,469,176     | 吉州区     |
| 5                | 景徳鎮市 | 景德镇市   | Jǐngdézhèn Shì | 5256.23    | 1,618,979     | 昌江区     |
| 6                | 九江市   | 九江市     | Jiǔjiāng Shì   | 18796.79   | 4,600,276     | 潯陽区     |
| 7                | 萍郷市   | 萍乡市     | Píngxiāng Shì  | 3823.99    | 1,804,805     | 安源区     |
| 8                | 上饒市   | 上饶市     | Shàngráo Shì   | 22826.04   | 6,491,088     | 信州区     |
| 9                | 新余市   | 新余市     | Xīnyú Shì      | 3177.68    | 1,202,499     | 渝水区     |
| 10               | 宜春市   | 宜春市     | Yíchūn Shì     | 18637.67   | 5,007,702     | 袁州区     |
| 11               | 鷹潭市   | 鹰潭市     | Yīngtán Shì    | 3556.74    | 1,154,223     | 月湖区     |

## 交通

### 航空
南昌昌北国際空港が省内最大の空港であり、中国国内外の各都市との定期便が就航している。その他、贛州市や宜春市等の主要都市に空港が設置されている。

### 鉄道
京九線が南北に走っており省都南昌市と北京、広東方面を結んでいる。
2010年には昌九都市間鉄道が開通し、高速鉄道時代の幕開けとなった。省内を東西に走る滬昆旅客専用線、南北に走る昌贛旅客専用線、贛深旅客専用線などがある。
2015年には江西省で初の地下鉄となる南昌地下鉄が開通した。

### 道路
省内をG105国道とG206国道が縦断、G320国道が横断している。
高速道路は、南北縦貫線を構成する済広高速道路、大広高速道路、東西横断線を構成する杭瑞高速道路、福銀高速道路、滬昆高速道路、泉南高速道路、廈蓉高速道路が整備されており、それを省級高速道路が補完している。

## 教育
- 江西外語外貿職業学院
- 南昌大学
- 華東交通大学
- 江西農業大学
- 江西師範大学
- 江西財経大学
- 江西理工大学
- 東華理工大学
- 南昌航空大学
- 景徳鎮陶瓷大学
- 南昌工程学院
- 江西中医学院
- 贛南医科大学（旧贛南医学院）
- 井岡山大学
- 江西科技師範学院
- 上饒師範学院
- 贛南師範大学
- 宜春学院
- 九江学院

## 健康・医療・衛生

### 病院
- 南昌大学第一附属医院（省級）
- 江西省胸科医院（省級）